# Vetamadre
Vetamadre es una banda de rock alternativo, oriunda de la provincia de Buenos Aires, Argentina. El grupo es liderado por Julio Breshnev; quien en los años ochenta, lideró el grupo pop rock y new wave Cosméticos.

## Historia

### Veta Madre (1985 - 1995)
El origen de Vetamadre, ocurre en el año 1985, cuando un grupo de seis jóvenes, oriundos de Capital Federal deciden armar una banda llamada Veta Madre. Estuvo conformado por: Federico Colella (batería), Marcelo Monte (bajo), Marcos Ribot (voz), Martín Dejean (teclados), Miguel Andreux (guitarra) y Omar Possemato (percusión).
La agrupación comenzó a recorrer el circuito de salas y discos de la ciudad capital y Gran Buenos Aires a mediados del año 1987. También cuentan en su haber la participación en un multitudinario festival por los desaparecidos realizado en Mar del Plata en 1988, una extensa gira por el sur argentino en 1989 y una serie de presentaciones en la Costa Atlántica, durante el verano. Grabaron en total ocho demos y en 1992 editaron un compacto en forma independiente, que casi no tuvo difusión.
En el año 1994, luego de cambiar dos bateristas, entra a la banda Federico Colella. En ese tiempo el cantante era Marcos Ribot y el guitarrista Miguel Andreux. Con esta formación más un percusionista, Omar Possemato, la agrupación graba un disco para un sello independiente, en la tapa se veía una flecha apuntando hacia arriba así que la banda lo bautizó como El disco de la flechita. Anteriormente habían grabado un disco independiente no editado.

### Vetamadre

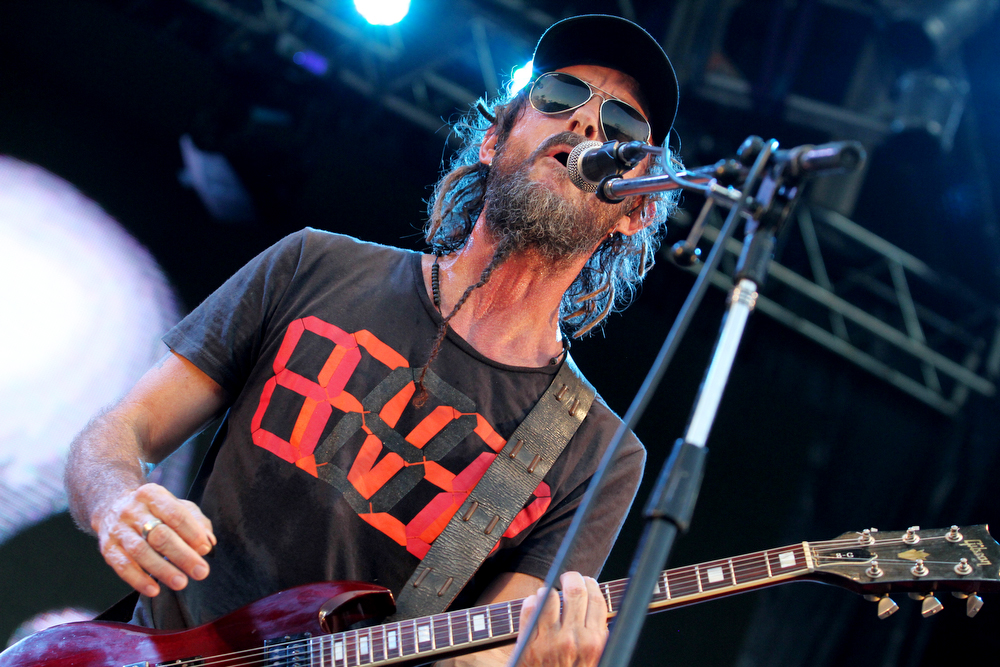
Julio Breshnev, vocalista y guitarrista del grupo.

En el año 1996, al final de la gira de verano, se aleja Marcos Ribot y el lugar de cantante lo ocupa Julio Breshnev, quien era un artista multifacético y ya tenía cierto reconocimiento en la escena del rock local, por haber sido líder de la agrupación de new wave de los años Cosméticos. Con esta nueva formación el rumbo artístico cambia sensiblemente y la banda decide no continuar la tibia difusión que se le estaba dando a su disco debut, que había salido a fines de 1995. Esto deterioró la relación con el sello y desgastó la unión del grupo. Intentan seguir adelante, tocan y graban lo que podría haber sido su segundo disco durante 1997, pero en septiembre se alejan primero, Omar Possemato y luego Miguel Andreux. La banda hace un show más con otro guitarrista pero la cosa no funciona y los cuatro integrantes que quedan deciden parar.
En 1997, una semana más tarde, se juntan en la casa de Julio, los tres miembros originales: Monte, Martin y Federico a comer un asado y a decidir qué hacer. Una posibilidad era no tocar más juntos ya que los constantes cambios habían dejado todo muy frágil y sin un rumbo fijo. Ese día pasa algo realmente mágico: la pasan muy bien, se sienten muy unidos, y lejos de hablar de una separación, planean seguir haciendo música juntos. Otra música, otro objetivo, otro rumbo artístico, otra manera de llevar un grupo adelante. Esa misma tarde rebautizan al grupo unificando el nombre, pasarían a llamarse con su actual nombre.
Se juntan a ensayar, componer, zapar temas e ideas nuevas, pero no había guitarrista y la idea era no romper esa química especial que formaban los cuatro, así que no se convocaría a ningún integrante más, al otro día Julio trae de su casa una guitarra eléctrica y un equipo chico que prácticamente no usaba, y se ponen a ensayar así. En ese primer ensayo componen «Canción idiota», en cuya letra desnudan su sentimiento por todo lo ocurrido, pero lo más importante es que la banda funciona. Tocan por primera vez juntos en diciembre de 1997 en El Ave, el show resultó todo un éxito y a partir de ahí incorporan como Mánager a un ex plomo del grupo y un amigo fiel: Claudio Gómez (el gallo), Mánager hasta el año 2018.

### Ruido del mundo
Durante el año 1998, componen y graban su primer trabajo discográfico oficial, titulado Ruido del mundo, para ello convocan al productor Luis Volcoff. El disco se presenta en mayo de 1999 y a partir de ese momento, comienzan a tocar mucho en vivo. De este disco surge la canción que hasta el momento les brindó más alegrías, precisamente fue «Ruido del mundo». De este tema se realiza el primer vídeoclip, que fue dirigido por José Luis Silva.
En el año 1999, uno de los momentos más esperados por el grupo son sus giras de verano, donde toman contacto con fanes de todo el país y la gira resulta exitosa, compartiendo momentos únicos. A raíz de estas giras y de la realización de dos especiales en Music Country, la banda consigue una notable difusión al mostrarse en vivo, afianzando su propuesta.
En el 2000 participan con un tema en los compilados de Zeta Bosio, exbajista de Soda Stereo, GEN 00/ROCK, editados por el sello Sony Music. El tema elegido fue "Nada el tiempo", extraído de un demo de preproducción, grabado en Rosario, de lo que sería el próximo disco. De este tema también se hace un videoclip, una vez más dirigido por Silva.

### Libérenme
En el año 2002, graban y editan su segundo disco Libérenme, con una propuesta más dura y directa que refleja la intensidad que la banda va obteniendo en sus presentaciones en vivo. Realizan un tercer especial para el canal de cable Music Country, logrando una amplia difusión en todo el país. También graban otro videoclip: «Ser humano», dirigido otra vez por Silva. Para esta etapa se consigue la distribución nacional de los discos de la banda y así se afianza la condición de grupo independiente, un camino más difícil, pero la única forma de hacer arte no-contenido en las grandes estructuras del medio.
En el año 2003, es un año de presentaciones en vivo cada vez más intensas. Las giras del verano alcanzan mayor convocatoria gracias a la difusión nacional de la banda. Durante septiembre, presentan en vivo un nuevo video del álbum Libérenme: «Sueño circular», elegido por los fanes a través de internet. Esta vez el clip es realizado y dirigido por 18,25 mm.
En el año 2004, la gira del verano fue un gran éxito y culminó con su presentación en el festival Cosquín Rock, donde se destacaron como una de las sorpresas del festival.

### Veratravés

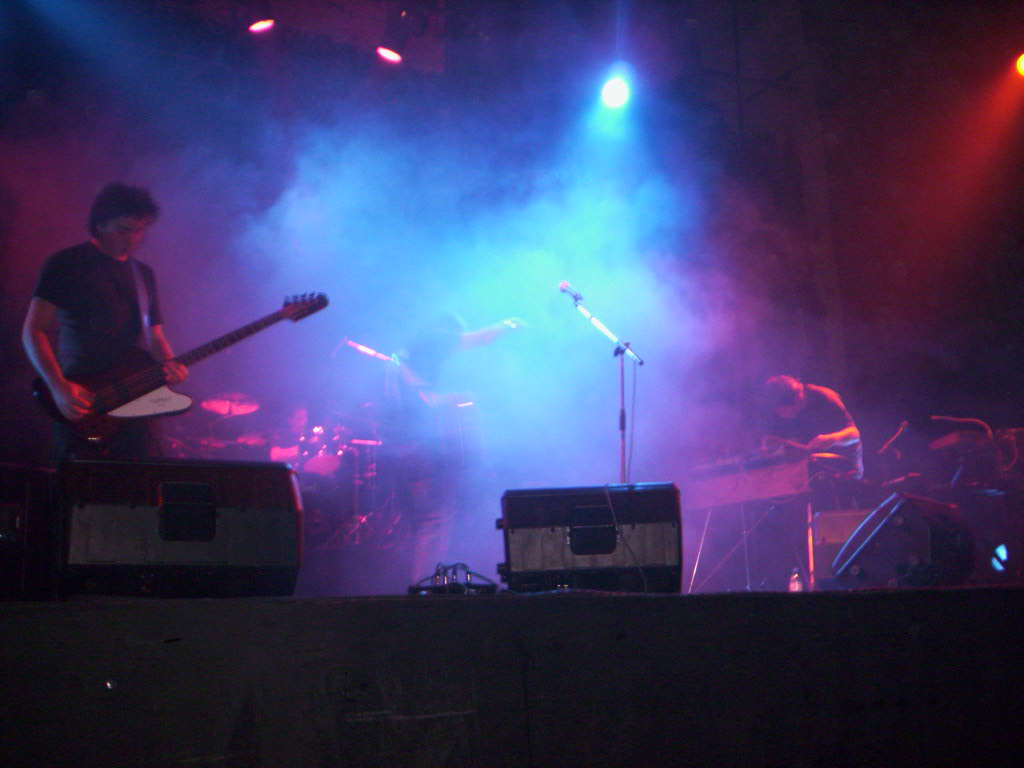
Vetamadre en el Teatro Selectro, (2004).

Durante la primera parte del año 2004, la banda estuvo registrando su tercer álbum, Veratravés, en los estudios Tónica, donde también habían grabado 'Ruido del mundo'. Ricardo Mollo volvió a ser convocado como único músico invitado. El CD se terminó de mezclar el 23 de agosto. Justo antes de su edición, la banda recibió la sorpresiva propuesta de Pop Art de fabricar y distribuir el material, así que finalmente llegó a las bateas los primeros días de noviembre. Los fanes más ansiosos ya venían preguntando desde hacía semanas en las disquerías, y el mismo día que salió el disco empezaron a llegar los primeros e-mails con felicitaciones y agradecimientos.
La banda se presentó esporádicamente en vivo durante esos meses en el Gran Buenos Aires, en La Plata, y en Va. María, Córdoba; pero la máquina comenzó a girar realmente a partir de la culminación del CD. Se presentaron varias veces en el Oeste y en el Sur, en el Quilmes Rock, en el Roxy junto a Cabezones; y una vez que salió Veratravés, lo presentaron en la ciudad de Mar del Plata, en Tres Arroyos, y oficialmente en Buenos Aires en La Trastienda, el 25 de noviembre.
En esos meses rodaron el primer clip del disco: «No me ves», con la dirección de Bruno Molo, que también se encargó de los pasajes en formato 3D, graficando el concepto que plantea el tema en cuanto a la alienación que sufre el humano sensible, a causa de las constantes represiones que experimenta en una sociedad cerrada y autoritaria.
El año 2005 comenzó intenso con una exitosa gira de verano que culminó con otra presentación en el Festival Cosquín Rock de ese año, en la comuna de San Roque, en la provincia de Córdoba. Luego de un descanso la banda retoma sus presentaciones tocando en los festivales Gira Norte 2005 en Tucumán y Nuevo Rock Argentino '05 en Córdoba, además de presentarse por primera vez en vivo en Cuál es? en los estudios de la Rock & Pop, y hacen su segunda Trastienda en mayo, esta vez junto a los marplatenses Dios los cría.
También se intensificaron las notas y los reportajes. En julio de ese año,  Vetamadre volvió a La Trastienda con: "viaje electroacústico", un show que combina un set eléctrico con versiones acústicas de temas de sus primeros dos discos. Estuvieron en el "escenario alternativo" del Canal CM junto a Cabezones y Juana la Loca. También visitaron Mendoza y Santa Fe abriendo para Cabezones y llevaron su "viaje electroacústico" a varias ciudades del interior y teatros del Gran Buenos Aires. También visitaron Río Cuarto y volvieron a Córdoba Capital para presentarse en Captain Blue, con muy buena recepción en ambas ciudades.
En octubre, subieron por vez primera al escenario del Estadio Obras, en el marco del Pepsi Music 2005, tocando ante 2000 personas en el Indoors del festival. Visitaron la ciudad de Rosario por segunda vez y volvieron a La Plata en noviembre, para cerrar simbólicamente un año exitoso. El cierre del electroacústico fue en la ciudad de Bahía Blanca, en el teatro-bar Rossini exactamente a un año de presentar Veratravés en La Trastienda. La última presentación en vivo de la banda en el 2005, fue en el Baradero Rock Festival el 26 de noviembre. La banda dedicó los últimos meses del año a componer material nuevo para su próxima producción y realizar el segundo clip de Veratravés, en este caso del tema que abre el CD: Rara puerta.
En el verano de 2006, decidieron alquilar una pequeña casa en Valeria del Mar, que funcionó como base de operaciones y desde ahí recorrieron toda la costa, alternando shows electroacústicos en bares y presentaciones multitudinarias, como en la Rock & Pop Beach en Mar del Plata. Cerraron su gira en el Cosquín Rock 2006, donde tocamos por tercera vez consecutiva, a la vez que decidieron no volver a presentarse sobre ese escenario hasta que mejoraran las condiciones organizativas del festival.

### Vientre
El 25 de mayo de 2006, Vetamadre se presenta en nuevamente en La Trastienda ante una sala prácticamente colmada, en lo que fue uno de los shows más emotivos de la banda. Pichu Serniotti, guitarrista de Cabezones y amigo de la banda, subió al escenario sobre el final del show, agregando una cuota más de emoción, a menos de dos meses del accidente que sufrieran César Andino y Gabriel Ruiz Díaz, bajista de Catupecu Machu.
Inmediatamente después transformaron la sala de ensayo en sala-estudio de grabación (nuevamente apareció Lo de Atilio), y Coca Monte tomó la responsabilidad de la producción artística del nuevo trabajo. Interrumpieron la grabación para volver a La Plata, y también para adelantar el nuevo material en Mar del Plata y Tandil.
Una vez finalizada la grabación tocaron por el Gran Buenos Aires, Córdoba, Santa Fe y Mendoza. Mientras mezclaban y masterizaban el material de Vientre, su cuarto trabajo de estudio. Por primera vez abrieron el escenario principal del Pepsi Music y luego tocaron ante 5000 personas en el Festival BUE, en su tercera edición, transformándonos en la única banda que participó de los dos festivales ese año, reafirmando su situación de grupo independiente. Emprendieron una gira por Córdoba, La Pampa, Neuquén y Lomas de Zamora.
El álbum Vientre, estaba programado para salir en septiembre, fabricado y distribuido por Soy Rock, pero a último momento recibieron propuestas de grabarlo por el sello Sony BMG y editado a través de Pop Art discos. El cuarto CD de Vetamadre, finalmente salió el 1 de diciembre de 2006 en todo el país, y la primera tirada se agotó ese mismo mes.
En el año 2008, lanzaron su primer DVD con CD en vivo, A través del ruido del mundo, que fue grabado en el recital que dio la banda el 16 de agosto de 2007 en el Teatro ND Ateneo. El álbum incluye canciones de toda su carrera y un tema inédito llamado «Todo bien». Además contiene entrevistas a la banda. Por este disco fueron nominados a los premios Gardel en la categoría Mejor producción del año.
En agosto de 2010, participan del álbum homenaje a Massacre, Bienvenido al mundo de los conflictuaditos, con el tema «Te leo al revés».

### OTROviaje
El 22 de septiembre de 2010, Vetamadre comenzó la grabación de su quinto disco de estudio bajo la producción de Luis Volcoff. El álbum fue lanzado el 25 de noviembre con el nombre de OTROviaje. Cuenta con diez temas y el primer corte de difusión fue «Mercurio retrocediendo». Este disco marca las bases del nuevo sonido de Vetamadre, más alejado del tono oscuro de sus anteriores trabajos.
Es considerado uno de los mejores trabajos del grupo, destacándose temas como «Éxtasis», «Cementerio sin almas», «Túnel» y «Saldrás (hombre dormido)», entre otros.
El disco fue presentado de manera oficial en el Samsung Studio el 30 de abril de 2011. Ese mismo año participan del programa Much Sessions del canal de cable Much Music, en donde brindan un recital grabado en los estudios Circo Beat con Hernán "Tery" Langer (guitarrista de Carajo) y Javier Malosetti como invitados espaciales. El 26 de octubre de 2011 son invitados a ser la banda soporte de Aerosmith en la Argentina.

### Nocontrol
El 12 de agosto de 2012 la banda edita Nocontrol, su sexto disco de estudio, vendido y presentado en vivo por primera vez en un show en La Trastienda ese mismo día. El mismo continúa el camino sonoro iniciado en Otroviaje, incluyendo canciones que no formaron parte de ese álbum como «Laberinto» y Tiempo perdido, un cover de la banda brasileña Legiao Urbana. El trabajo fue bien recibido por la crítica y durante ese año también son invitados a tocar como banda soporte de Linkin Park en GEBA.
A principios de 2013 lanzan el video de Laberinto, realizado con imágenes que utilizaron en los shows en vivo.

## Miembros
- Julio Breshnev (Guitarra y voz)
- Martin Dejean (Sintetizadores)
- Federico Colella (Batería)
- Marcelo 'Coca' Monte (Bajo)

## Discografía

### Como Veta Madre
- Veta Madre (1995)
- Mundo extraño (1996)

### Como Vetamadre
- Ruido Del Mundo (1998)
- Libérenme (2002)
- Veratravés (2004)
- Vientre (2006)
- A través del ruido del mundo (2008)
- OTROviaje (2010)
- Nocontrol (2012)
- Ahora (2014)
- Igual/Distinto (2016)
- Incomunicación (2019)

## Videografía
- Ruido Del Mundo
- Nada El Tiempo
- Ser Humano
- Sueño Circular
- No Me Ves
- Rara Puerta
- Ya fue
- Ser Humano (vivo)
- No me ves (vivo)
- Laberinto
- Ácidosurf
- Lejos
- Para Vos
- Túnel
- Veta Madre
- Could You Be Loved
- Nubes Naranjas
- El Tiempo Se Va
- Lo Que Siento
- Trinchera